# فرودگاه تیلیچیکی
فرودگاه تیلیچیکی (به روسی: Тиличики) فرودگاهی عمومی واقع در تیلیچیکی در کشور روسیه است.